# Kapo (documentário)
Kapo é um documentário israelense de 2000 escrito, dirigido e produzido por Dan Setton e Tor Ben-Mayor em conjunto com a Spiegel TV da Alemanha e Rai 3 da Itália. Este foi o primeiro filme israelense a ganhar um Emmy Internacional na categoria de Melhor Documentário.
No Brasil, o filme foi exibido no Festival É Tudo Verdade.

## Sinopse
Kapo vem do italiano capo (cabeça ou chefe). Era o funcionário mais baixo da hierarquia nazista: um judeu convidado ou compelido a chefiar os outros, nos guetos e nos campos de concentração.

## Elenco
- Malcolm Penny ... narração

## Premiações e Indicações
| Ano  | Cerimônia          | Resultado | Prêmio              |
| ---- | ------------------ | --------- | ------------------- |
| 2000 | Emmy Internacional | Venceu    | Melhor Documentário |